# Eucharis specularis
Eucharis specularis är en stekelart som beskrevs av Ruschka 1924. Eucharis specularis ingår i släktet Eucharis och familjen Eucharitidae. Inga underarter finns listade i Catalogue of Life.